# Pameče
Pameče – wieś w Słowenii, w gminie miejskiej Slovenj Gradec. W 2018 roku liczyła 1278 mieszkańców. 